# Pouliční fotografie

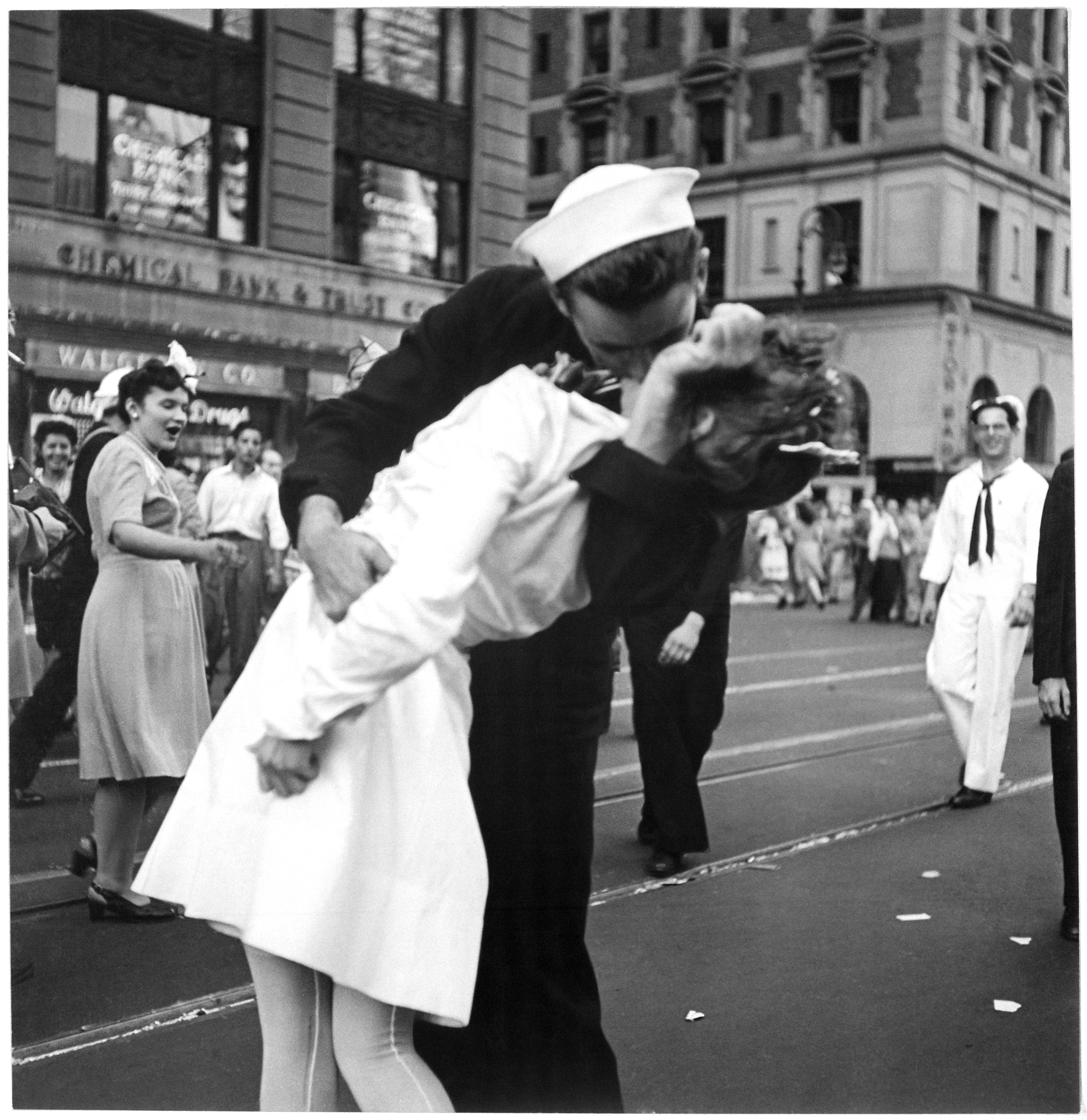
Okamžik polibku při oslavě Dne vítězství, jak jej zachytil Victor Jorgensen

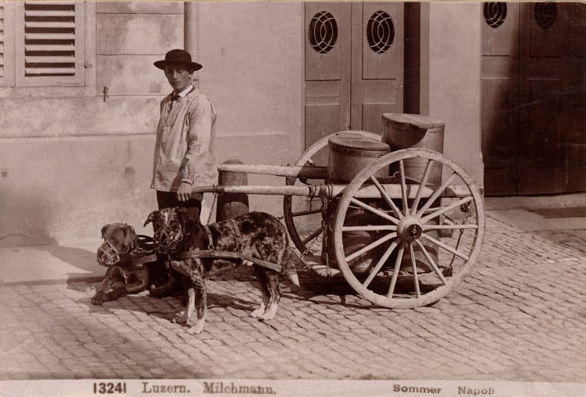
Giorgio Sommer: Mlékař, Luzern

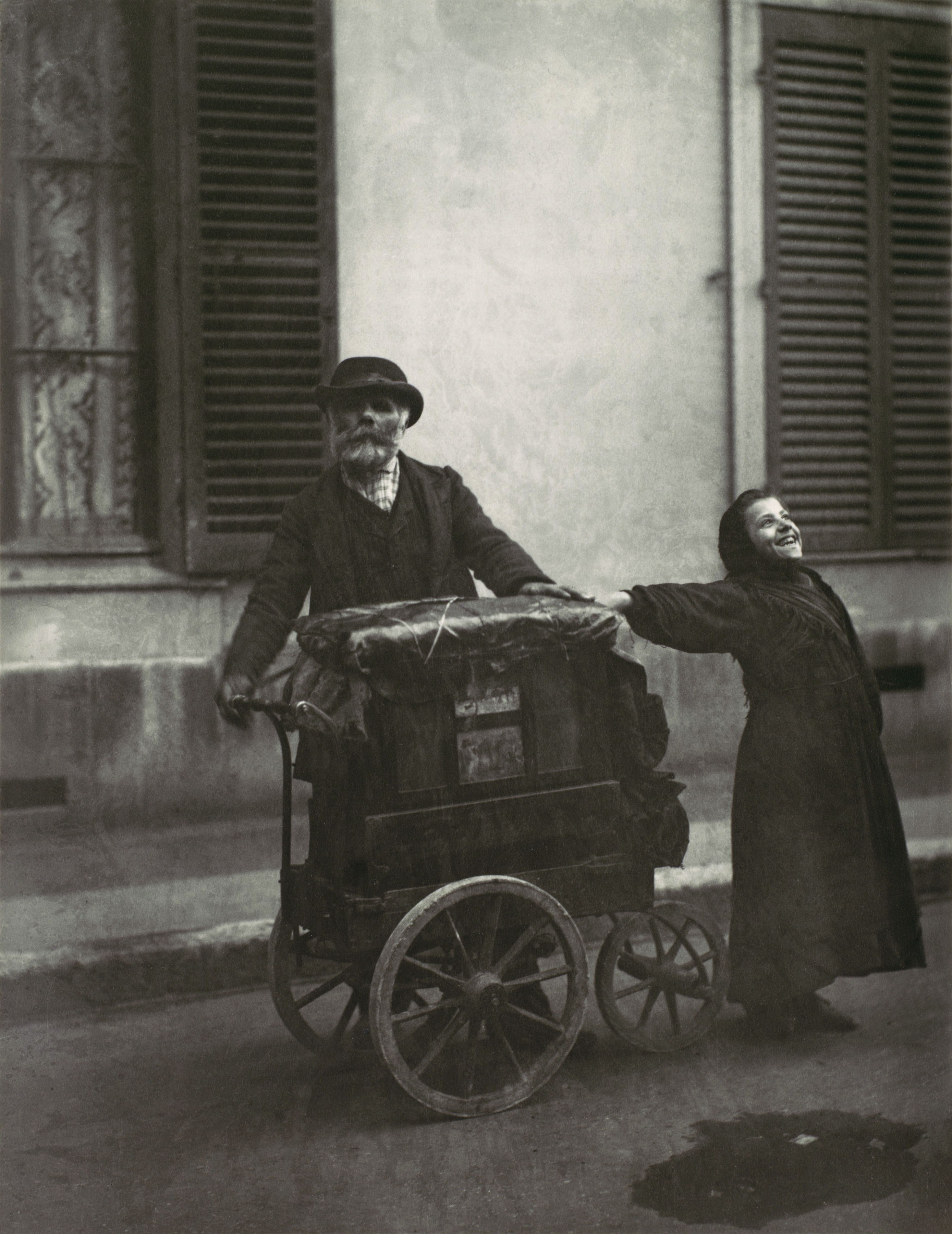
Eugène Atget: Flašinetář, 1898

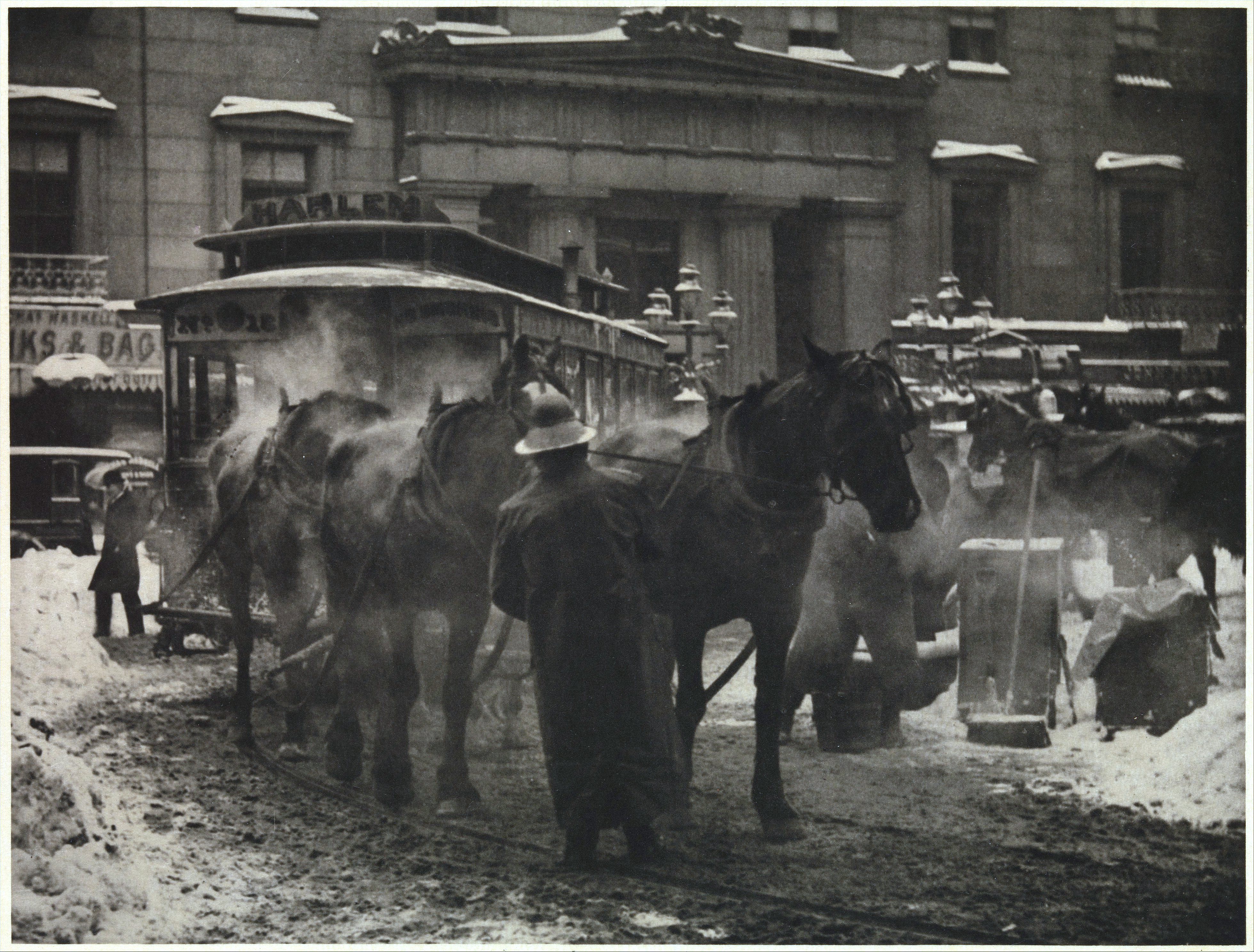
Alfred Stieglitz: Konečná (1892)

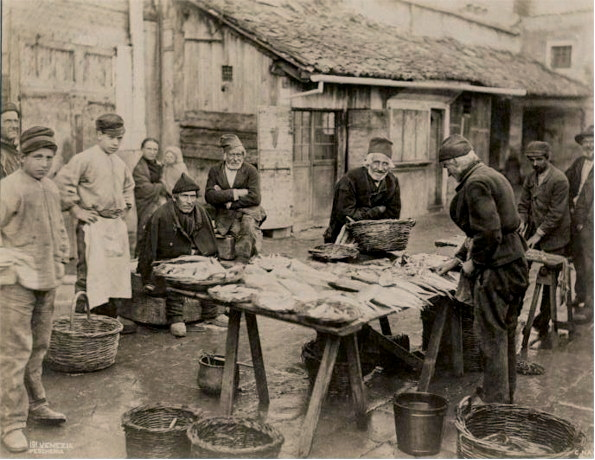
Carlo Naya: Pescatori, rybí trh, před 1882

Pouliční fotografie (anglicky street photography) je typ dokumentární fotografie, která zobrazuje věci a lidi v nekašírovaných a nearanžovaných situacích na veřejně přístupných místech jako ulice, parky, pláže, nákupní centra, politická shromáždění či jiné.

## Popis
Pouliční fotografie používá techniky přímé fotografie, ve které ukazuje samotnou vizi něčeho, co by mohlo být nastavování zrcadla společnosti. Pouliční fotografie často směřuje k tomu být ironická, může držet odstup od předmětu snímku a často se koncentruje na jediný lidský okamžik, zachycen jako rozhodující nebo hluboce dojímavý okamžik. Na druhou stranu, mnoho pouličních fotografů jde opačnou cestou a naskýtá velmi konkrétní a krajně osobní vyobrazení toho kterého předmětu snímku, kterým dává divákovi vnitřní zkušenost z etap života, které jim mohou být tak blízké a povědomé. Ve 20. století pouliční fotografie poskytla příkladný a podrobný doklad „kultury ulice“ v Evropě a Severní Americe a menším měřítku jinde na světě.
Mnoho klasických prací pouliční fotografie bylo vytvořeno v období zhruba mezi lety 1890 a 1975, souběžně s příchodem přenosných fotoaparátů, zejména 35milimetrových přístrojů s hledáčky, mimo jiných například značky Leica, používaných Henri Cartier-Bressonem.

## Historie

### Známí fotografové
- John Thomson – fotografie z Dálného východu z období viktoriánské Británie dávají zprávu o obyvatelích země a kultury v Číně a jihovýchodní Asii. V Londýně spolupracovali při výrobě měsíčníku Street Life in London v letech 1876 – 1877 s novinářem Adolphe Smithem. Jejich projekt dokumentoval textem a fotografiemi životy lidí z ulice Londýna a jednalo se o průkopnické využití sociální dokumentární fotografie ve fotožurnalistice. Série fotografií byla později vydávána v knižní formě v roce 1878 pod stejným názvem a je považována za klíčové dílo v historii dokumentární fotografie. Thomson je označován jako inovátor kombinace fotografie a tištěného slova.

- Nobujoši Araki

- Diane Arbusová [1]

Francie
- Eugène Atget byl známý především svými fotografiemi dokumentujícími architekturu a pouliční scény Paříže.

- Brassaï [2]

- Henri Cartier-Bresson

- Robert Doisneau (1912-1994) se proslavil zejména svým humorným zobrazením pouličního života v Paříži. Tak jako Henri Cartier-Bresson a Willy Ronis se řadí k francouzskému hnutí tzv. fotografického humanismu.

Rusko
- Karl Bulla byl „otec ruského fotožurnalismu“.[3][4][5]

Další
- Bruce Davidson
- Philip-Lorca diCorcia
- Elliott Erwitt
- Robert Frank

- Bruce Gilden
- Arthur Leipzig

- Helen Levitt fotografovala obzvláště v New Yorku, a říkalo se jí nejvíce oslavovaná a nejméně známá fotografka své doby.[6]

- Joel Meyerowitz [7]

- Martin Parr

- Manuel Rivera-Ortiz
- August Sander

- Irakly Shanidze (* 1968 Gruzie) Hodně jeho snímků by se dalo popsat jako street'though, ale od klasické pouliční fotografie se odlišuje v tom, že klade větší důraz na surrealistické pojetí a představivost.

- Aleš Hejna: Muž bez domova v chodbě nákupního centra. Plzeň 2017.Giorgio Sommer

- Gary Mark Smith

- Alfred Stieglitz

- Jeff Wall

- Weegee

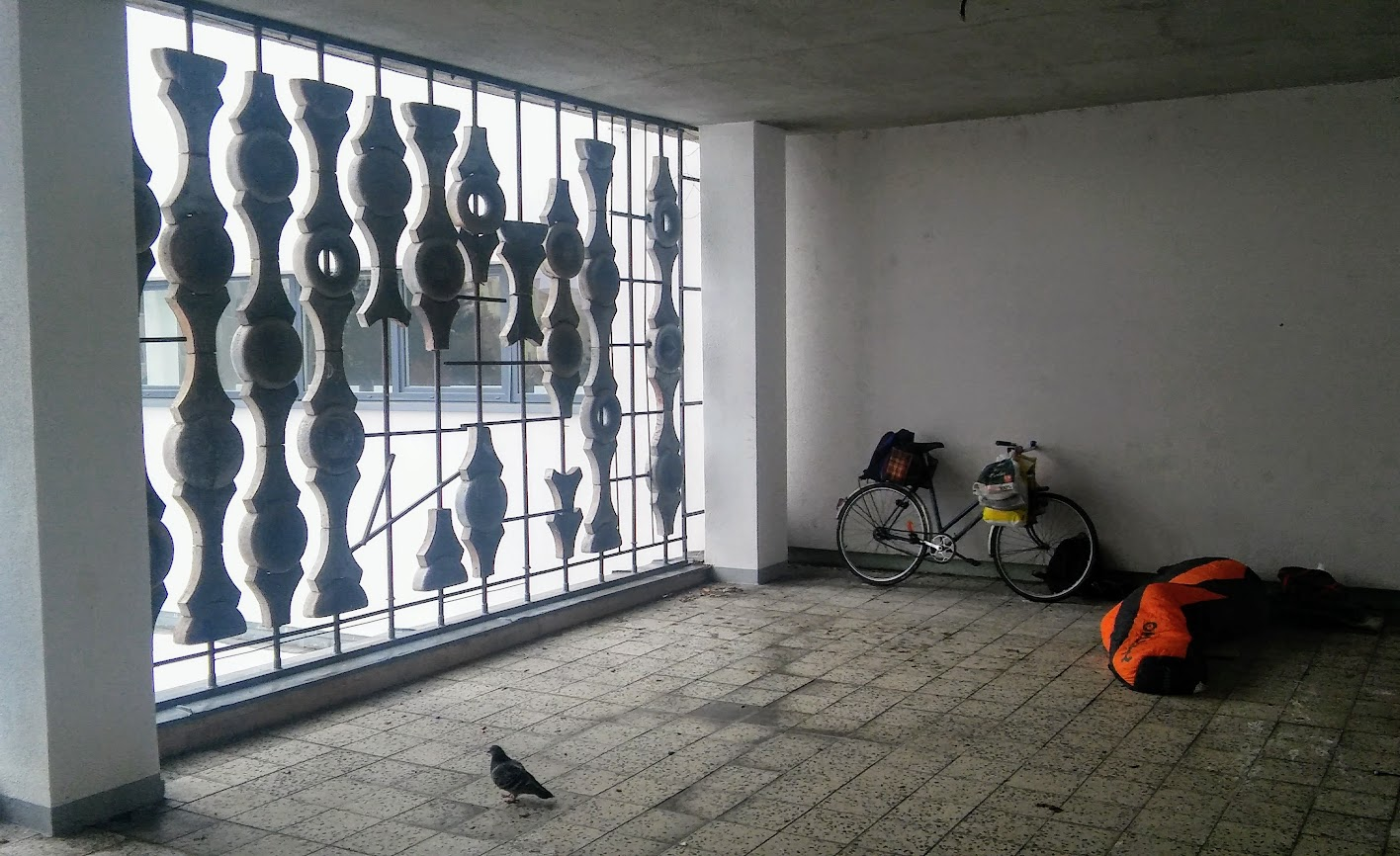
Aleš Hejna: Muž bez domova v chodbě nákupního centra. Plzeň 2017.

- Garry Winogrand (1928 – 1984)

- Roman Višniak (1897-1990, Rusko, USA)

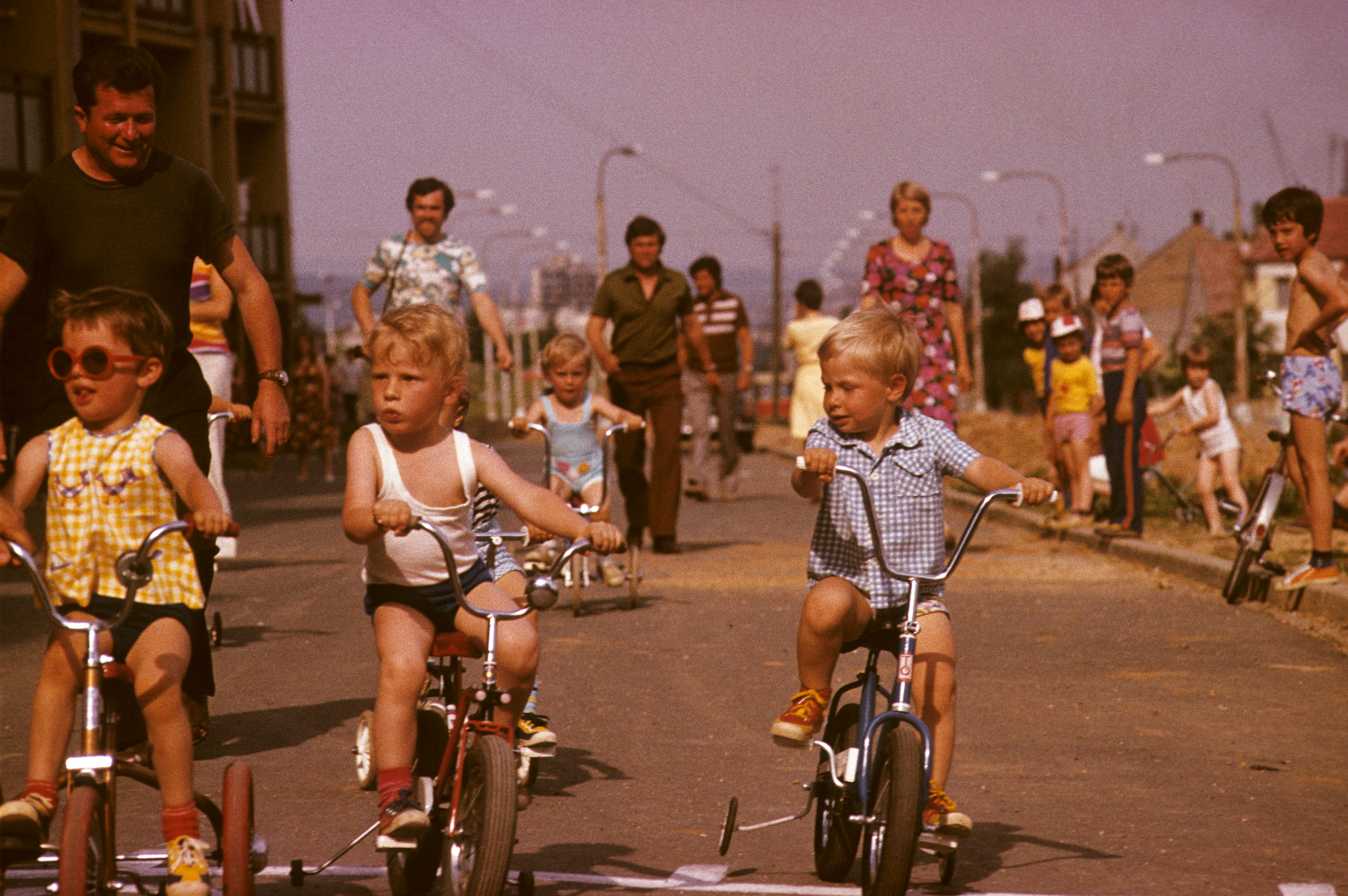
Josef Hejna: Závod dětí na kolech, 1982

## České země
- Josef Jindřich Šechtl (Leova)
- Bohumil Střemcha (1878 – 1966)
- Dušan Pálka (1942-2011) mnoho desítek let svého života strávil fotografováním Prahy, zejména jejího centra.

- Vladimír Birgus (* 1954)
- Tamara Černá
- Josef Koudelka (* 1938)
- Markéta Luskačová (* 1944)
- Jaroslav Rössler (1902 – 1990)
- Jindřich Štreit (* 1946)
- František Dostál (1938–2022)

## Galerie

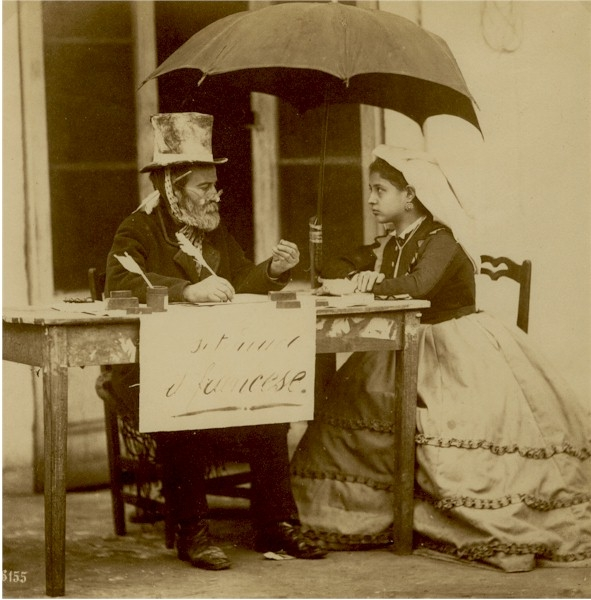
Giorgio Sommer nebo Carlo Naya: Pouliční písař
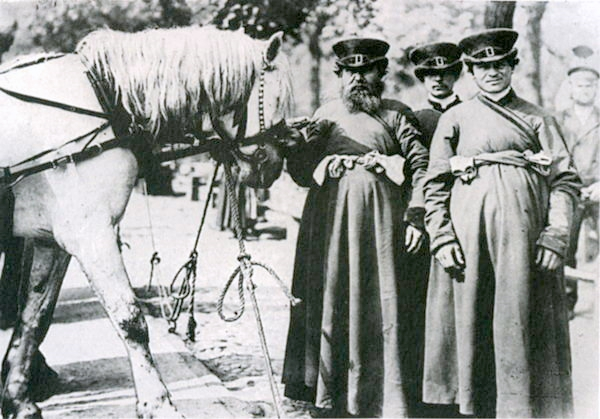
Karl Bulla: Taxikáři, 1902
Ken Bell: Dvě ženy na procházce v High parku v Torontu
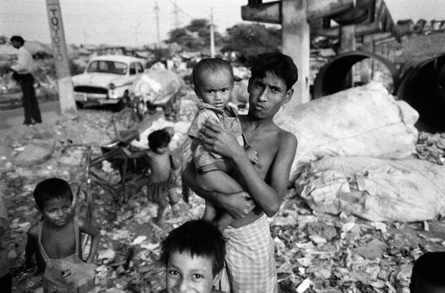
Manuel Rivera-Ortiz: Slum v Delhi, 2005
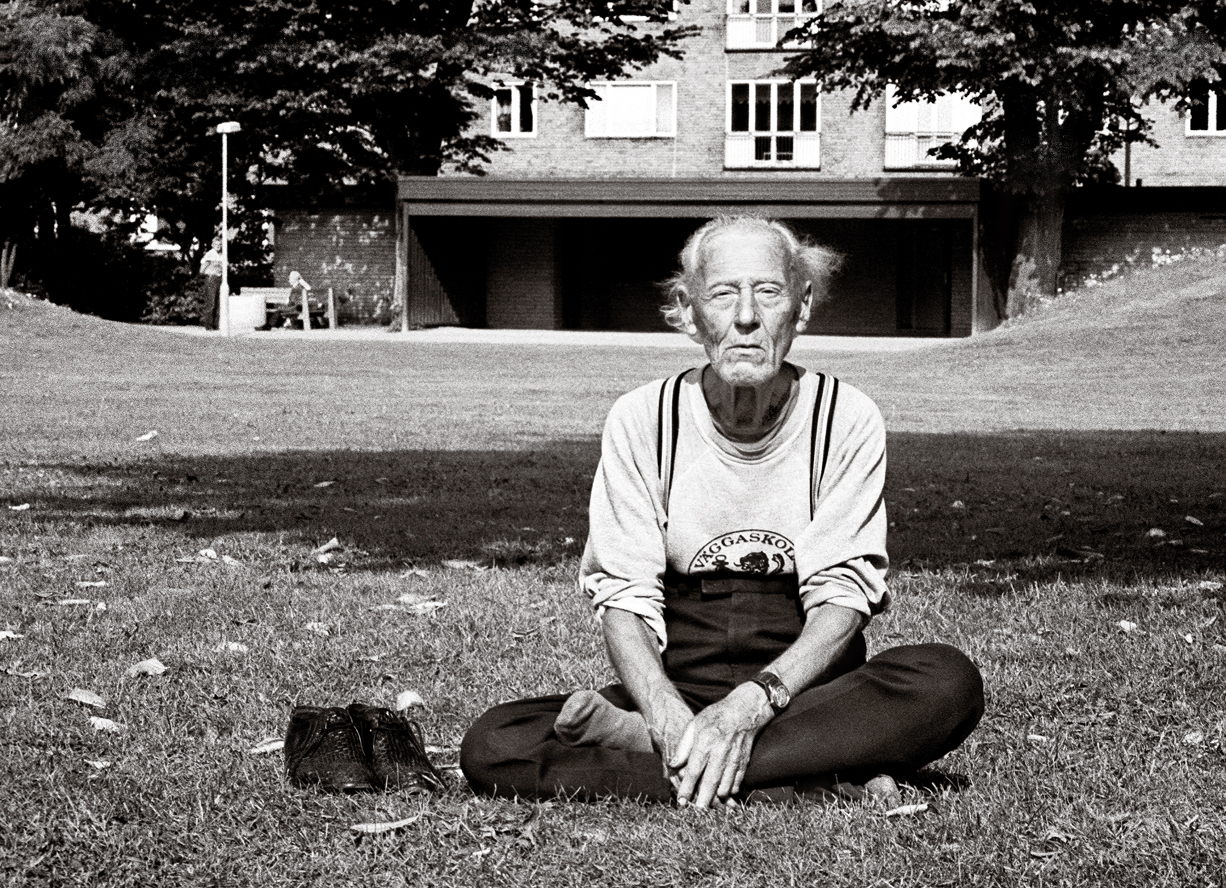
Starý muž medituje v parku, Malmö, Švédsko, 1983